# Eumicrosoma phaeax
Eumicrosoma phaeax is een vliesvleugelig insect uit de familie van de Scelionidae. De wetenschappelijke naam van de soort is voor het eerst geldig gepubliceerd in 1938 door Nixon.